# Intelligent Whale
L' Intelligent Whale est un sous-marin expérimental à manivelle développé pour une utilisation potentielle par l'United States Navy dans les années 1860.

## Historique
Intelligent Whale a été construit, sur la conception de Scovel Sturgis Merriam en 1863, par Augustus Price et Cornelius Scranton Bushnell (en). En 1864, l' American Submarine Company a été formée , reprenant les intérêts de Bushnell et Price et il s'est ensuivi des années de litige sur la propriété de l'engin. 
Intelligent Whale a été achevé et lancé en 1866. Lorsque le titre a été établi par un tribunal, le sous-marin a été vendu le 29 octobre 1869 dans le cadre d'un contrat conclu par le propriétaire Oliver Halstead et le secrétaire de la Marine George M. Robeson au département de la Marine des États-Unis, avec la plupart du prix à payer après des essais réussis. En septembre 1872, le premier procès eut lieu et échoua, sur quoi le Département refusa de nouveaux paiements et abandonna le projet. L' US Navy n'a pas accepté de sous-marin pour le service jusqu'à ce que l'USS Holland (SS-1) soit mis en service en 1900.

## Conception

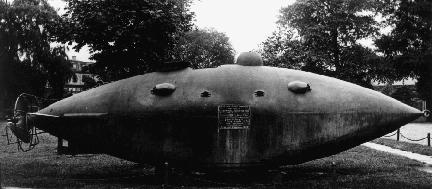
Intelligent Whale au Washington Navy Yard.

Intelligent Whale est immergé en remplissant les compartiments d'eau, et remonte en expulsant l'eau par des pompes à air comprimé. On a estimé qu'il pouvait rester immergé une dizaine d'heures. Treize hommes d'équipage pouvaient être accueillis, mais seulement six étaient nécessaires pour le rendre opérationnel. Le seul essai connu, rapporté par le pionnier des sous-marins John Philip Holland, a été fait par un certain général Sweeney et deux autres. Ils ont submergé le bateau dans 16 pieds d'eau et Sweeney, vêtu d'une combinaison de plongée, a émergé par un trou dans le fond, a placé une charge sous un chaland et est rentré dans le sous-marin. La charge a explosé par une longe et une amorce à friction attachée à la charge, coulant le chaland.

## Préservation
Après l'échec du procès en 1872, Intelligent Whale a été exposé au New York Navy Yard et y est resté jusqu'en 1968, date à laquelle il a été transféré au Washington Navy Yard où il est resté jusqu'à son transfert au National Guard Militia Museum à Sea Girt dans le New Jersey, où il est actuellement exposé.